# タウロFC
タウロ・フトボル・クルブ (スペイン語: Tauro Fútbol Club) はパナマの首都パナマ市に本拠地を置くサッカークラブである。1984年9月22日設立。

## 歴史
パナマ市東部のペドレガル地区にて、1984年9月22日に設立された。1988年よりサッカーリーグに参加。設立者のジャンカルロ・グロンチ（Giancarlo Gronchi）はユヴェントスFCのサポーターで、このためチームカラーもユヴェントスに倣い黒と白になった。
国内屈指の強豪として知られており、2017年までに13回のリーグ優勝を誇る。
最大のライバルはプラサ・アマドルで、両チームの対戦はナショナルダービーと呼ばれている。

## タイトル

### 国内タイトル
- リーガ・パナメーニャ: (16)

1989, 1991, 1996-97, 1997-98, 1999-00, 2003 Apertura, 2003 Clausura, 2006 Clausura, 2007 Apertura, 2010 Apertura, 2012 Clausura, 2013 Apertura, 2017 Clausura, 2021 Clausura

### 国際タイトル
なし

## 国際大会での成績
- CONCACAFチャンピオンズリーグ: 出場4回

2014–15 – グループステージ敗退

## 現所属メンバー
注：選手の国籍表記はFIFAの定めた代表資格ルールに基づく。
| No. | Pos. |            | 選手名                           |
| --- | ---- | ---------- | -------------------------------- |
| 1   | GK   | パナマ     | オスカル・マクファーレン         |
| 2   | DF   | コロンビア | アリエル・ボニージャ             |
| 3   | DF   | パナマ     | ハビエル・リベラ                 |
| 5   | DF   | ベネズエラ | フランク・ピエドライタ (第3主将) |
| 6   | MF   | パナマ     | ロランド・ボテージョ             |
| 7   | FW   | パナマ     | ロナルド・コルドバ               |
| 8   | MF   | パナマ     | アダルベルト・カラスキージャ     |
| 10  | MF   | パナマ     | マルコス・サンチェス             |
| 11  | FW   | パナマ     | ホセ・バティスタ                 |
| 15  | DF   | パナマ     | ヤミル・ベルガラ                 |
| 16  | FW   | パナマ     | ヘスス・ゴンサレス               |
| 17  | FW   | パナマ     | アレクシス・コルパス             |

| No. | Pos. |        | 選手名                             |
| --- | ---- | ------ | ---------------------------------- |
| 19  | MF   | パナマ | ホセ・ムニョス                     |
| 22  | MF   | パナマ | ホセ・ゴメス                       |
| 23  | DF   | パナマ | リチャルド・ペラルタ               |
| 25  | DF   | パナマ | ハン・カルロス・バルガス (主将)    |
| 27  | MF   | パナマ | Amir Waithe                        |
| 29  | DF   | パナマ | フアン・エルナンデス               |
| 30  | GK   | パナマ | オルランド・"キューティ"・モスケラ |
| 46  | MF   | パナマ | オリベル・B.クーパー               |
| 48  | MF   | パナマ | ホセ・マッケンジー                 |
| 50  | MF   | パナマ | ホルヘ・クレメント                 |
| -   | GK   | パナマ | ホセ・カルロス・ゲーラ             |
| -   | FW   | パナマ | エドウィン・アギラール (第2主将)   |

## 歴代監督
- クリスティアン・サボリオ (1988)
- ミゲル・アンヘル・マンシージャ (1988-1989)
- ミゲル・アンヘル・マンシージャ (1991-1993)
- ホセ・アンドラーデ (1994)
- ミゲル・アンヘル・マンシージャ (1994-1999)
- ゴンサロ・ソト (2002-2004)[18]
- トーマス・ケンペ (2006)[19]
- ルベン・"エル・タタラ"・ゲバラ (2006)[20]
- ミゲル・アンヘル・マンシージャ (2007-2008)
- ゴンサロ・ソト (2008-2010)

## 歴代所属選手
- ルイス・テハダ 2001
- ガブリエル・ゴメス 2005
- ルイス・エンリケス 2006-2007, 2015-
- ロベルト・カルロス・コルテス 2012-2013
- フェリペ・バロイ 2017